# Kris
Kris (em javanês: kêrìs, krama Javanês: wangkingan), também chamada cris pelos exploradores portugueses, é uma adaga assimétrica de lâmina ondulada, típica do Sudoeste Asiático, utilizada nos arquipélagos da Indonésia e da Malásia.
Originária de Java, ilha a que está intimamente arraigada numa infinidade de aspectos culturais e religiosos, por torno do século IX, espargiu-se pela Indonésia, Filipinas, Malásia e ulteriormente Tailândia.:266
Apesar da sua importância cultural e ritual para a cultura javanesa, também ocupa uma importância ingente nas culturas balinesa, malaia, sudanesa, banjar, entre outras.
Era usada com estocadas profunda e cortes laterais giratórios com o objetivo de decepar membros ou perfurar orgãos vitais. Em contexto bélico, era comum levar até três ( à esquerda, à direita e atrás), sendo certo que se combatia apenas com duas de cada vez. As variantes mais longas e rectilíneas das cris eram amiúde empregues em execuções ritualizadas, através de punhalada directa ao coração.

## Feitio
Tem uma lâmina de dois gumes, amiúde exornada, pode ser recta ou ondulada, sendo certo que as cris onduladas possuem tradicionalmente um número ímpar de ondulações, os chamados luks.
Com lâminas que podem ir dos 15 aos 30 centímentros, têm um comprimento total de cerca de 35 a 50 centímetros e pesam aproximadamente 350 a 500 gramas. :267
A cris  triparte-se em: lâmina (a bilá, dita bilah or wilah), o punho ou empunhadura (o úlu, dito hulu), e a bainha (guaranca, dita warangka). Cada uma destas partes são autênticas peças de arte, amiúde esculpidas com intrincados relevos, nos mais variados materiais: como sendo metais e pedras preciosas, madeiras exóticas ou mesmo marfim. Nas culturas de base budista e hinduísta, tradicionalmente, conferia-se à empunhadura a forma de uma estatueta, ao passo que as culturas de base islâmica soem de decorar as empunhaduras com  relevos mais abstractos. O valor estético duma cris abarca o dhapur (que se traduz no feitio da lâmina, desdobrando-se em 60 variantes possíveis), o pamor (que se traduz pelo padrão decorativo embutido no metal, desdobrando-se em 250 variantes), e o tangguh, que se reporta à idade e  origem da cris.